# John Roche (martyr)
Pour les articles homonymes, voir John Roche.
John Roche (alias John Neele ou Neale) (Né en Irlande – 30 août 1588, Tyburn, Angleterre) est un laïc catholique d'origine irlandais arrêté et mort exécuté sous le règne d'Elizabeth Ire. 

## Biographie
John Roche est né en Irlande. Il est catholique et vit en Angleterre. Son destin est intrinsèquement lié à celui de Marguerite Ward. Il fait partie comme Marguerite de ce réseau de laïcs catholiques qui vient en aide aux prêtres catholiques alors recherchés dans le royaume. Marguerite et John semblent avoir été les deux principaux acteurs de l'opération qui visait à faire s'échapper de prison Richard Watson, un prêtre catholique détenu dans la prison de Bridewell depuis plusieurs années déjà. L'opération est une réussite. Richard Watson s'échappe de sa prison grâce à une corde fournie par Marguerite après avoir échangé ses vêtements avec John. Néanmoins cette opération conduit à l'arrestation des deux protagonistes. John ayant échangé ses vêtements avec le prêtre est facilement repéré et capturé. Il est emprisonné à la Tour de Londres. On lui propose la vie sauve et la liberté s'il se fait anglican, ce qu'il refuse. Il est alors condamné à mort pour félonie. Il est exécuté par pendaison à Tyburn le même jour que 5 autres laïcs comme lui dont Marguerite Ward, Edward Shelley, Richard Martin, Richard Leigh (en) et Richard Lloyd tous membres du réseau.

## Vénération
John Roche fait partie des 107 martyrs anglais et gallois béatifiés par le pape Pie XI en 1929. Il est fêté le 4 mai avec les 106 autres martyrs béatifiés avec lui et le 30 août individuellement.